# 모나스
모나스(인도네시아어: Monas)는 인도네시아의 수도 자카르타에 있는 므르데카 광장 중심에 있는 국가 독립 기념탑의 명칭이다. 모나스는 국립기념탑(인도네시아어: Monumen Nasional)의 조어이다. 이 기념탑은 네덜란드령 동인도 식민정부로부터 독립을 쟁취하기 위한 인도네시아 국민들의 저항과 투쟁을 기억하기 위해 세워졌으며 132m(433ft)의 높이를 가지고 있다. 
이 기념비는 1961년 8월 17일 인도네시아 대통령 수카르노의 명령으로 건설이 시작되어 1975년 7월 12일 완공, 및 대중에게 공개되었다. 이 기념비의 상단에는 투쟁을 위해 타오르는 열정을 상징하는 금박을 입힌 불꽃 모양의 조형물로 구성되어 있다. 
엘리베이터가 설치되어 상단은 전망대가 있어, 자카르타 시내 전망을 즐길 수 있다.

## 같이 보기
- 주체사상탑
- 워싱턴 기념탑